# Никольское (Ломоносовский район)
Никольское — деревня в Лопухинском сельском поселении Ломоносовского района Ленинградской области.

## История
На карте Санкт-Петербургской губернии Ф. Ф. Шуберта 1834 года обозначена деревня Никольская.

НИКОЛЬСКАЯ — деревня принадлежит подпоручику Ранцову, число жителей по ревизии: 35 м. п., 31 ж. п. (1838 год)

Деревня Никольская отмечена на карте профессора С. С. Куторги 1852 года.

НИКОЛЬСКАЯ — деревня генерал-майорши Плаутиной, по просёлочной дороге, число дворов — 12, число душ — 34 м. п. (1856 год)

Согласно 10-й ревизии 1856 года деревня Никольское принадлежала помещику Михаилу Фёдоровичу Плаутину.

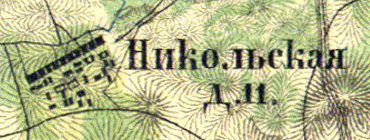
План деревни Никольское. 1860 год

Согласно «Топографической карте частей Санкт-Петербургской и Выборгской губерний» в 1860 году деревня Никольское насчитывала 11 крестьянских дворов.

НИКОЛЬСКАЯ — деревня владельческая при колодцах, число дворов — 13, число жителей: 44 м. п., 33 ж. п. (1862 год)

В конце XIX веке деревня административно относилась к Медушской волости 2-го стана Петергофского уезда Санкт-Петербургской губернии, в начале XX века — 3-го стана.
К 1913 году количество дворов в деревне увеличилось до 14.
С 1917 по 1922 год деревня входила в состав Никольского сельсовета Медушской волости Петергофского уезда.
С 1922 года в составе Медушского сельсовета.
С 1923 года в составе Троцкого уезда.
С 1924 года в составе Центрального сельсовета.
Согласно данным переписи населения СССР 1926 года в деревне Никольское проживали 154 человека — большинство русские, а также эстонцы.
С февраля 1927 года в составе Гостилицкой волости. С августа 1927 года в составе Ораниенбаумского района.
В 1928 году население деревни Никольское также составляло 154 человека.

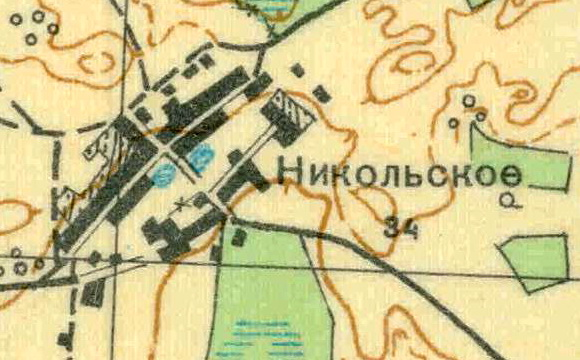
План деревни Никольское. 1930 год

Согласно топографической карте 1930 года деревня насчитывала 34 двора.
По данным 1933 года деревня Никольское входила в состав Центрального сельсовета Ораниенбаумского района.
С 1 августа 1941 года по 31 декабря 1943 года деревня находилась в оккупации.
С 1960 года в составе Лопухинского сельсовета.
С 1963 года в составе Гатчинского района.
С 1965 года вновь в составе Ломоносовского района. В 1965 году население деревни Никольское составляло 13 человек.
По данным 1966, 1973 и 1990 годов деревня Никольское также входила в состав Лопухинского сельсовета.
В 1997, 2002 и 2007 году в деревне Никольское Лопухинской волости не было постоянного населения.

## География
Деревня расположена в юго-западной части района близ автодороги 41К-026 (Лопухинка — Шёлково), к югу от административного центра поселения, деревни Лопухинка.
Расстояние до административного центра поселения — 6 км.
Расстояние до ближайшей железнодорожной станции Копорье — 35 км.

## Демография
| 1862 | 2002 | 2007 | 2010 | 2017 |
| ---- | ---- | ---- | ---- | ---- |
| 77   | ↘0   | →0   | →0   | →0   |

## Известные уроженцы
- Емельянов, Александр Осипович (1905—1953) — председатель Сахалинского облисполкома (1949—1953)